# Pistolet CZ 82
CZ 82 – czechosłowacki pistolet samopowtarzalny, wprowadzony do użytku w 1982 roku jako wojskowa broń służbowa, przystosowany do strzelania standardową wówczas w Układzie Warszawskim amunicją 9 × 18 mm Makarowa. Na rynek komercyjny opracowano także jego staranniej dopracowaną wersję oznaczoną jako CZ 83.

## Konstrukcja

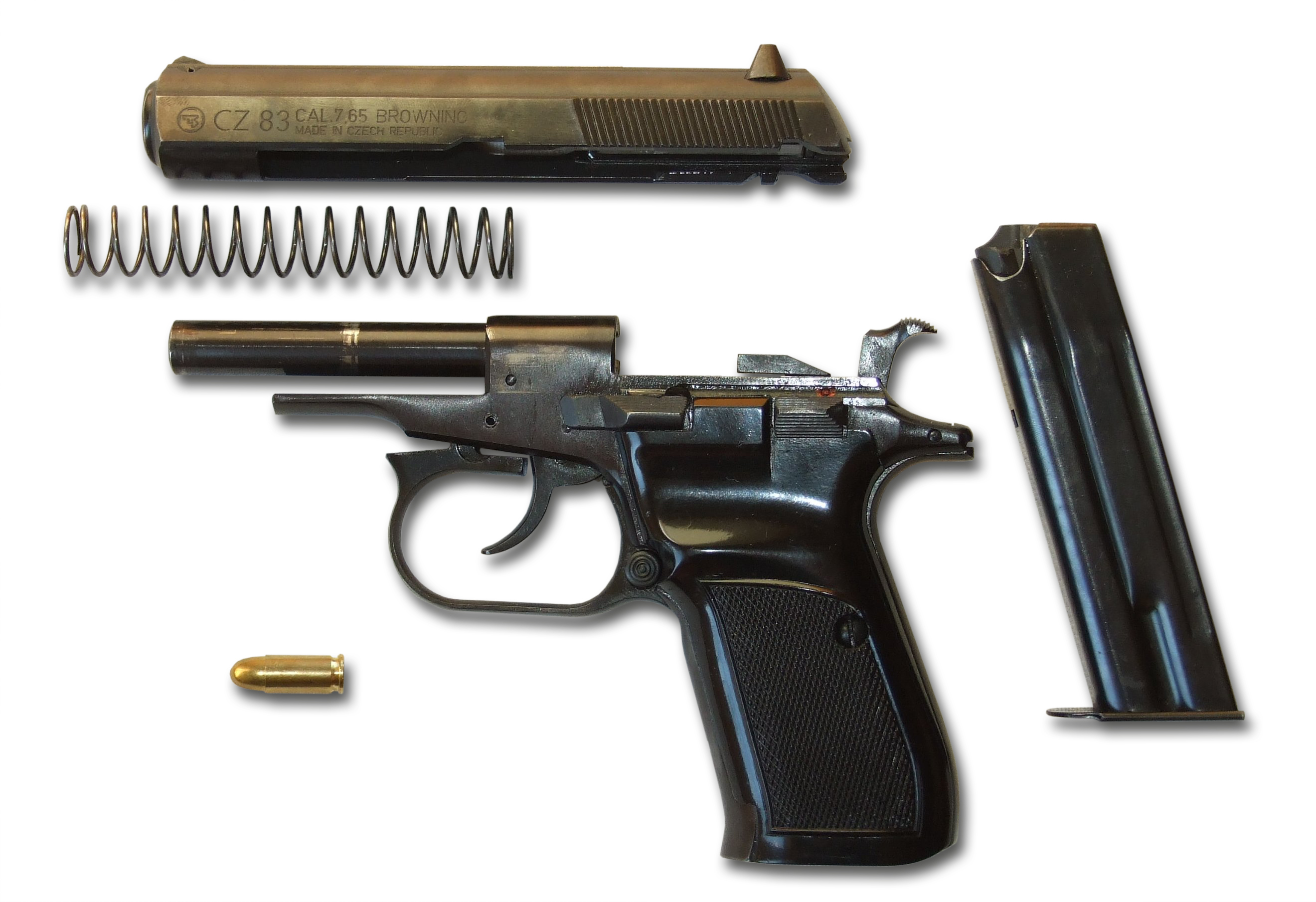
CZ 83 częściowo rozłożony

Pistolet działa na zasadzie wykorzystania energii odrzutu zamka swobodnego. Mechanizm uderzeniowy podwójnego działania (Double Action) typu kurkowego, z kurkiem zewnętrznym. Wyposażony jest w nastawny bezpiecznik skrzydełkowy (dźwigniowy) umieszczony w górnej części chwytu, po obu jego stronach. Działa on tylko przy kurku napiętym, blokując mechanizm spustowy i zamek (gdy kurek jest zwolniony, bezpiecznik jest zablokowany). Również po obu stronach broni znajdują się przyciski zatrzasku magazynka, jednak dźwignia zewnętrznego zaczepu zamka jest umieszczona tylko po stronie lewej. Charakterystyczną cechą pistoletu jest specjalnie powiększony kabłąk spustowy umożliwiający strzelanie w grubych rękawicach. Pistolet posiada stałe przyrządy celownicze. Na muszce znajduje się jeden, a na celowniku szczerbinkowym dwa białe znaki, poprawiające skuteczność celowania w warunkach pogorszonej widoczności. Broń jest fabrycznie przystrzelana na 25 m.
Wersja strzelająca nabojem 9 × 18 mm Makarowa jest wyposażona w rzadko spotykaną w innych wzorach broni lufę z przewodem czteroforemnym poligonalnym. Trwałość tych luf jest oceniana przez producenta na ok. 30 000 strzałów. Należy dodać, że lufa ta została zaprojektowana do specjalnie dla tej broni skonstruowanego naboju – M-82, wymiarami odpowiadającego nabojowi Makarowa, ale o znacznie większej energii wylotowej pocisku. Jednak pistolet sprawuje się znakomicie z oboma rodzajami amunicji. Wersja strzelająca nabojem z pociskiem gumowym (9 mm P.A. Rubber) ma lufę z przewodem gładkim cylindrycznym. Pistolet jest zasilany z dwurzędowego magazynka pudełkowego, mieszczącego 12 (w kalibrach 9 mm) lub 15 (w kalibrze 7,65 mm) nabojów.
W jego komercyjnej odmianie (CZ 83) szkielet i zamek są oksydowane (w CZ 82 części te są lakierowane na czarno). CZ 83 występuje w czterech wersjach, przystosowanych do strzelania nabojami: 9 mm × 18 Makarowa, 9 × 17 mm Short (.380 ACP), 7,65 × 17 mm SR Browning (.32 ACP) i 9 mm P.A. Rubber.